# 遠山丙市
遠山 丙市（とうやま へいいち、1896年（明治29年）7月14日 - 1978年（昭和53年）8月14日）は、昭和期の弁護士、政治家。参議院議員（1期）。

## 経歴
岐阜県本巣郡、のちの鷺田村（現瑞穂市）で、遠山観治郎の長男として生まれる。1929年（昭和4年）中央大学法学部を卒業。
1930年（昭和5年）弁護士となる。東京弁護士会常議員（3期）、万国博覧会評議員、国際オリンピック東京委員などを務めた。
政界では、東京市会議員（4期）、同市参事会員、東京府会議員（2期）、同府参事会員、東京都議会議員を務めた。1947年（昭和22年）4月の第1回参議院議員通常選挙に東京都地方区から日本自由党公認で出馬して当選（補欠、任期3年）し、参議院議員に1期在任した。この間、第3次吉田内閣法務政務次官などを務めた。1950年（昭和25年）6月の第2回通常選挙に立候補したが落選した。
その他、国際中学校長、国際高等学校長、国際外国語学校（現国際短期大学）校長、ニュースタイル学院理事長、日本昆布協会会長、東京昆布海藻商業協同組合理事長などを務めた。
1978年（昭和53年）8月14日死去、82歳。死没日をもって勲三等瑞宝章追贈、正五位に叙される。

## 著作
- 『世界維新と日本の使命』東亜暁民社、1940年。
- 『国家総動員法詳解』中和書院、1941年。